# Kuroshima
Kuroshima (黒島?   lit. «Isla Negra», en yaeyama: Fishiima; en okinawense: Kurushima) es una isla en la localidad de Taketomi, Okinawa, que forma parte del archipiélago Yaeyama al sur del país asiático de Japón. La isla tiene la forma aproximada de un corazón cuando se ve desde el aire, y se comercializa como "Isla Corazón".
La isla tiene una superficie de 10 kilómetros cuadrados y una población de aproximadamente 210 habitantes según datos de 2006. Kuroshima es una isla relativamente plana, con su punto más alto a solo 15 metros sobre el nivel del mar.
La ganadería es una actividad económica importante y una vez al año se celebra el "festival de la vaca".